# ジョニー・マガジョン
ホセ・ジョニー・マガジョン・オリヴァ（José Jonny Magallón Oliva, 1981年11月21日 - ）はメキシコ・オコトラン出身のサッカー選手。ポジションはディフェンダー。

## 経歴
1991年、10歳で名門CDグアダラハラのユースチームへと入団する。以降、徐々に上のカテゴリーへと進み2000年にはユース最上位であるCDグアダラハラ・リザーブへと昇格、プロ契約を果たす。
リザーブで86試合に出場と不動センターバックとしての地位を確立した後、2005年にトップチームに昇格を果たし、ここでもセンターバックとして活躍している。
2007年からはメキシコ代表にも招集され、ラファエル・マルケスという国の英雄とコンビを組むレギュラーセンターバックとしてプレイしている。

## 代表歴

### 出場大会
- メキシコ代表
  - 2010 FIFAワールドカップ

### 試合数
- 国際Aマッチ 54試合 3得点（2007年-2011年）[1]

| メキシコ代表 | 国際Aマッチ | 国際Aマッチ |
| 年           | 出場        | 得点        |
| ------------ | ----------- | ----------- |
| 2007         | 22          | 0           |
| 2008         | 10          | 3           |
| 2009         | 13          | 0           |
| 2010         | 8           | 0           |
| 2011         | 1           | 0           |
| 通算         | 54          | 3           |